# Lehman Trilogy
Lehman Trilogy è un'opera teatrale di Stefano Massini presentata a Saint-Étienne nell'autunno 2013. Nel gennaio 2015, la trilogia debuttò al Piccolo Teatro di Milano, ultimo progetto del regista Luca Ronconi.

## Trama
Il testo tratta di 160 anni di storia della famiglia Lehman, una delle più potenti in America, e rivive nel racconto la storia di un Paese e dei cambiamenti sociali ed economici.

## Produzioni
Il progetto (di cui Massini parla già pubblicamente a Torino, in un incontro condotto da Franco Quadri presso il Festival delle Colline Torinesi, il 27 giugno 2009) vede la luce nella stagione 2009-2010, quando l’autore sottopone al teatro Corte Ospitale di Rubiera il suo testo sulla fondazione della Lehman e sul suo sviluppo negli anni. Il progetto ha successo, piace al pubblico e agli operatori, e col titolo “Capitoli del crollo” (titolo che ha mantenuto ad esempio nell’edizione successiva francese) viene trasformato per la prima volta in spettacolo completo nella tarda primavera del 2010, e gira per alcune date nei teatri italiani da dicembre dello stesso anno.
Sempre nel 2010, con le prime traduzioni, inizia il grande interesse straniero per l’opera, e i francesi se ne aggiudicano per primi i diritti, programmandone la realizzazione per il 2013 per la regia di Arnaud Meunier a La Comédie de Saint-Étienne e poi al Théâtre du Rond-Point.
Nel frattempo, nel 2012, se ne ha anche una prima versione radiofonica, il 26 novembre 2012 su Rai Radio 3.
Il 3 ottobre 2015 il canale televisivo Rai 5 trasmise l'allestimento teatrale diretto da Luca Ronconi al Piccolo Teatro.
Nel 2016 Radio France - France Culture produce e trasmette una versione radiofonica - feuilleton in 10 puntate.
Nel luglio 2018, debutta al Royal National Theatre di Londra, con la regia di Sam Mendes e Simon Russell Beale, Ben Miles e Adam Godley nel cast. Lo spettacolo si trasferisce al Park Avenue Armory di New York con lo stesso cast dal 22 marzo al 20 aprile 2019, nel West End al Piccadilly Theatre dall'11 maggio al 31 agosto 2019 e sarà a Broadway per 16 settimane da marzo 2020. La produzione è stata candidata a cinque Laurence Olivier Awards.
Nell'agosto 2018 debutta nella Sala Verde dei Teatros del Canal di Madrid, con la regia di Sergio Peris-Mencheta.
Il testo è stato tradotto e rappresentato anche in Germania, Belgio, Danimarca, Canada, Ungheria, Polonia, Repubblica Ceca, Bulgaria, e nuove ulteriori edizioni si annunciano per la stagione 2020-21.
Il 12 giugno 2022, lo spettacolo teatrale Lehman Trilogy vince a New York 5 Tony Awards (su 8 nomination).

## Edizioni
- Lehman Trilogy, Collezione di teatro n.436, Torino, Einaudi, 2014.